# Scharnhorst (Verden)
Scharnhorst ist ein Stadtteil der Stadt Verden (Aller) in Niedersachsen.

## Geografie
Scharnhorst befindet sich nordöstlich der Innenstadt in der Achim-Verdener Geest. Unmittelbar nordwestlich des Ortes fließt der Halsebach vorbei.

## Geschichte
Am 1. Juli 1972 wurde Scharnhorst in die Kreisstadt Verden eingegliedert.

## Politik

### Ortsrat
Der Ortsrat, der den Ortsteil Scharnhorst vertritt, setzt sich aus elf Mitgliedern zusammen. Die Ratsmitglieder werden durch eine Kommunalwahl für jeweils fünf Jahre gewählt.

Bei der Kommunalwahl 2021 ergab sich folgende Sitzverteilung:
| Ortsrat 2021Insgesamt 11 Sitze - SPD: 4 - Grüne: 2 - FDP: 1 - CDU: 4 |

### Ortsbürgermeister
Ortsbürgermeister ist Gerard-Otto Dyck (SPD).

## Wirtschaft und Infrastruktur
Scharnhorst hat bis heute seinen dörflichen Charakter behalten. Im Bereich des Stadtteils Scharnhorst befindet sich der Flugplatz Verden-Scharnhorst ohne asphaltierte Start- und Landebahn, daneben wird die Gemarkung von der Eisenbahnstrecke Uelzen–Langwedel (Amerikalinie) sowie von der Bundesautobahn 27 durchquert. Zu Scharnhorst gehört die Siedlung Osterkrug an der Landesstraße 171 nach Visselhövede.